# 91P/Russell
91P/Russell, o anche cometa Russell 3, è una cometa periodica appartenente alla famiglia delle comete gioviane. La cometa è stata scoperta il 14 giugno 1983; la sua riscoperta il 1º gennaio 1989 ha permesso di numerarla.
La cometa ha una MOID molto piccola col pianeta Giove, questo comporta passaggi ravvicinati tra i due corpi celesti. Il 5 dicembre 1941 la cometa è arrivata a sole 0,0758 UA da Giove mentre nella prima metà del 1894 ha avuto un altro passaggio ancora più lungo e ravvicinato. Questi passaggi rendono instabile l'orbita della cometa e potrebbero determinare in un lontano futuro un drastico cambiamento dei suoi elementi orbitali.